# VIVA! ROASSO RADIO
VIVA! ROASSO RADIO（ビバ!ロアッソ ラーディオ）は、RKK熊本放送ラジオ局で放送されていたロアッソ熊本応援番組である。2006年4月3日開始、2011年2月28日をもって一旦終了。「1年間のハーフタイム」を経て、2012年3月5日より放送を再開したが、2017年3月27日をもって最終回となった。

## 概要
RKKテレビ局で放映のVIVA!!ROASSO（現在はroasso magazine）のラジオ版。熱狂的ロアッソサポーターで、またスカパー!ロアッソ中継実況担当である山崎雄樹と、地元ローカルタレントでスカパー!ピッチリポーターの風戸直子が司会を務める。
毎回ロアッソのJリーグ試合ハイライトを始め、ロアッソの選手・コーチ陣へのインタビュー、リスナーのメールを通してロアッソの魅力を伝えていく。タイトルの「RADIO」は、前チーム名ロッソ（イタリア語で「赤」）に合わせ「ラーディオ」とイタリア語読みされている。
開始当初より30分番組であったが、2015年4月より52分に拡大した。

## 放送時間
- 2006年4月 - 2006年9月（毎週月曜 20:00 - 20:25）
- 2006年10月 - 2007年3月（毎週火曜 21:00 - 21:30）
- 2007年4月 - 2007年9月（毎週月曜 21:30 - 22:00）
- 2007年10月 - 2008年3月（毎週火曜 21:00 - 21:30）
- 2008年4月 - 2011年2月28日（毎週月曜 21:00 - 21:30）

- 2012年3月5日 - 2014年3月（毎週月曜 21:00 - 21:30）
- 2014年4月 - 2014年9月（毎週月曜 21:20 - 21:52）
- 2014年10月 - 2015年3月（毎週月曜 21:00 - 21:30）
- 2015年4月 - 2016年3月（毎週月曜 21:00 - 21:52）
- 2016年4月 - 2016年9月（毎週月曜 21:00 - 22:00）
- 2016年10月 - 2017年3月（毎週月曜 21:00 - 21:45）

RKK公式インターネット放送局「RADIPARA（ラジパラ）」で同時刻に放送しており、放送圏外でも聴講可能である。また、2009年12月14日以降は放送後に公式ポッドキャストページにて配信されている。

## パーソナリティ
- 山崎雄樹（RKKアナウンサー）
- 風戸直子

ロアッソの試合が月曜日開催の場合、山崎と風戸は試合中継を優先するため、試合時間によっては代役を立てることがある。その場合roasso magazineのMasayanや加納麻衣などが代役を務める。

## 主なコーナー
コーナーの合間に、メールやお便りが読まれている。

### 試合リポート
放送日前に行われた試合のリポート、選手や監督へのインタビューなど。

### 直子のハーフタイム
風戸直子がロアッソ熊本の選手1人にスポットを当て、サッカーからプライベートまで多岐に渡る内容のインタビューを行う。

### ザ・スカウティング
2012年3月5日放送分より開始したコーナー。番組のスポンサーであるスカパー!でのJリーグ中継で、対戦相手のチームの取材などを担当しているアナウンサー・リポーターに、電話でチームの状態やイチオシ選手を聞く。
2013年シーズンはスカパー!のスポンサードがなくなったため、スカパー!の担当アナウンサー・リポーターの代わりにエル・ゴラッソやJ's GOALのライターが出演することもある。

### やすこの部屋
2015年7月6日開始。「やすこ」こと岡本賢明がパーソナリティとなり、選手にインタビューを行う。

### MottoMotto roasso
ポッドキャスト限定コーナー。放送時間内で伝えられなかった話や裏話など。

### その他のコーナー
いずれのコーナーも2012年の再開以降は行われていない。
- 絆マンション1197 - 2010年7月19日開始。ロアッソ熊本と関わりのある人・団体に取材を行う。
- ソンジン先生の韓国語教室 - 2010年11月1日開始。チョ・ソンジンの退団により終了。
- 食べなきゃ損だJ! - スタジアムグルメの紹介。